# Quasquara
Quasquara (en cors Quasquara) és un municipi francès, situat a la regió de Còrsega, al departament de Còrsega del Sud. L'any 1999 tenia 50 habitants.

## Demografia
| 1962 | 1968 | 1975 | 1982 | 1990 | 1999 |
| ---- | ---- | ---- | ---- | ---- | ---- |
| 51   | 71   | 67   | 56   | 46   | 50   |

## Administració
| Període | Identitat         | Partit | Qualitat |
| ------- | ----------------- | ------ | -------- |
| 2001-   | Jocelyne Pompeani |        |          |